# Ягодка (Нижньогородська область)
Ягодка (рос. Ягодка) — селище в Виксинському міському окрузі Нижньогородської області Російської Федерації.
Населення становить 0 осіб. Входить до складу муніципального утворення Міський округ місто Викса.

## Історія
Раніше населений пункт належав до ліквідованого 2011 року Виксинського району. До 2011 року входило до складу муніципального утворення Новодмитрієвська сільрада.

## Населення
| 2002 | 2010 |
| ---- | ---- |
| 0    | →0   |